# بوهودوخيف
بوهودوكيف (Богодухів) هي مدينة في مقاطعة كاركيفسكا في أوكرانيا.